# Ferdinando Corbella
Ferdinando Corbella, noto anche con lo pseudonimo di Roberto Peroni (Milano, 21 ottobre 1915 – Gavirate, 29 agosto 1995), è stato un fumettista italiano.

## Biografia
Rimase presto orfano della madre Clelia De Paoli Sailer e visse quindi a stretto contatto con alcuni parenti come il nonno Napoleone che, appassionato di disegno, lo avvicino al mondo dell'arte e decise di iscriversi all'Accademia di belle arti di Brera; durante questo periodo di studi, completati poi alla scuola grafica del Castello Sforzesco, quando ha ancora quindici anni divenne assistente del pittore Lucio Fontana per la realizzazione di cartelloni pubblicitari; divenne anche aiuto scenografo e costumista e, nel 1932, vinse un concorso statale grazie al quale partì per l'Egitto per realizzare illustrazioni dépliant e dove conosce anche la futura moglie Lidia Peroni. A diciotto anni collabora con Carlo e Vittorio Cossio alla realizzazione di filmati d'animazione sperimentali per la IMA Filma; durante la seconda guerra mondiale, pubblica vignette umoristiche sul Guerin Meschino e, dal 1945 illustra copertine di romanzi editi dalla Rizzoli oltre a fotoromanzi disegnati per i periodici Festival e Luna Park; entra anche nello staff di animatori e disegnatori per la realizzazione del primo lungometraggio animato italiano, La rosa di Bagdad, insieme a grandi autori del disegno italiano. Passa poi nella redazione della rivista La vispa Teresa, per la quale realizza sia le copertine che storie a fumetti e, per vari editori come Boschi, Bea, Fabbri e Gino Conte, illustra libri; realizzò anche storie della serie Cucciolo e Beppe per l'editore Giuseppe Caregaro e della serie Biancaneve per la Mondadori.
Negli anni cinquanta realizza serie a fumetti per vari editori come, dal 1949 al 1953, per l'editore Gianni De Simoni, per il quale disegna le serie a fumetti Piccola Freccia e Tigre Bianca; dal 1950 collaborò anche con la Casa Editrice Universo per la quale disegna per i periodici Intrepido e Il Monello, famose serie come Roland Eagle scritta da Luigi Grecchi e pubblicata fino al 1964, e anche Narciso Putiferio, Rick Provvidenza o il Commissario Grasset. Negli anni sessanta lavorò anche per i mercati francese e inglese e disegnò alcuni episodi della serie Diabolik della Astorina. Negli anni settanta lavora insieme al figlio Roberto al mensile Scarpantibus e collabora anche con il periodico Full della Bonelli per poi ritirarsi dall'attività negli anni ottanta dedicandosi alla pittura; morì nel 1995.